# EuroEyes Cyclassics de 2019
A 24.ª edição da clássica ciclista EuroEyes Cyclassics foi uma corrida na Alemanha que se celebrou a 25 de agosto de 2019 sobre um percurso de 216 quilómetros com início e final na cidade de Hamburgo.
A corrida faz parte do UCI World Tour de 2019, sendo a trigésima terceira competição do calendário de máxima categoria mundial.
A corrida foi ganha pelo corredor italiano Elia Viviani da equipa Deceuninck-Quick Step, em segundo lugar o australiano Caleb Ewan da Lotto-Soudal e em terceiro lugar o italiano Giacomo Nizzolo da Dimension Data.

## Equipas participantes
Tomaram parte na carreira 20 equipas: 18 de categoria UCI World Tour de 2019 convidados pela organização; e 2 de categoria Profissional Continental. Formando assim um pelotão de 140 ciclistas dos que acabaram 122. As equipas participantes foram:
| Equipes WorldTeam (18)- AG2R La Mondiale - Astana - Bahrain-Merida - Bora-hansgrohe - CCC Team - Deceuninck-Quick Step - Dimension Data - EF Education First - Groupama-FDJ - Team Jumbo-Visma - Trek-Segafredo - Lotto Soudal - Mitchelton-Scott - Movistar Team - Ineos - Team Sunweb - UAE Team Emirates - Katusha-Alpecin Equipes profissionais Continentais (2)- Arkéa-Samsic - Gazprom-RusVelo |
| |

## Classificações finais
- As classificações finalizaram da seguinte forma:[2]

### Classificação geral
| \| Classificação geral \| Classificação geral \| Classificação geral \| Classificação geral \| Classificação geral \| \| Ciclista \| Ciclista \| Equipe \| Tempo \| \| \| ------------------- \| ------------------- \| --------------------- \| ------------------- \| ------------------- \| \| 1. \| Elia Viviani \| Deceuninck-Quick Step \| 4h47m27s \| \| \| 2. \| Caleb Ewan \| Lotto-Soudal \| + 0s \| \| \| 3. \| Giacomo Nizzolo \| Dimension Data \| + 0s \| \| \| 4. \| Alexander Kristoff \| UAE Team Emirates \| + 0s \| \| \| 5. \| Mike Teunissen \| Team Jumbo-Visma \| + 0s \| \| \| 6. \| Peter Sagan \| Bora-Hansgrohe \| + 0s \| \| \| 7. \| Matteo Trentin \| Mitchelton-Scott \| + 0s \| \| \| 8. \| Arnaud Démare \| Groupama-FDJ \| + 0s \| \| \| 9. \| Sonny Colbrelli \| Bahrain-Merida \| + 0s \| \| \| 10. \| Oliver Naesen \| AG2R La Mondiale \| + 0s \| \| |                    |                       |          |
| |                    |                       |          |
| Fonte: ProCyclingStats |                    |                       |          |
| Classificação geral |                    |                       |          |
| Ciclista | Ciclista           | Equipe                | Tempo    |
| 1. | Elia Viviani       | Deceuninck-Quick Step | 4h47m27s |
| 2. | Caleb Ewan         | Lotto-Soudal          | + 0s     |
| 3. | Giacomo Nizzolo    | Dimension Data        | + 0s     |
| 4. | Alexander Kristoff | UAE Team Emirates     | + 0s     |
| 5. | Mike Teunissen     | Team Jumbo-Visma      | + 0s     |
| 6. | Peter Sagan        | Bora-Hansgrohe        | + 0s     |
| 7. | Matteo Trentin     | Mitchelton-Scott      | + 0s     |
| 8. | Arnaud Démare      | Groupama-FDJ          | + 0s     |
| 9. | Sonny Colbrelli    | Bahrain-Merida        | + 0s     |
| 10. | Oliver Naesen      | AG2R La Mondiale      | + 0s     |

## UCI World Ranking
A EuroEyes Cyclassics outorgara pontos para o UCI World Ranking para corredores das equipas nas categorias UCI World Team, Profissional Continental e Equipas Continentais. A seguinte tabela são o barómetro de pontuação e os corredores que obtiveram pontos:
| Posição   | 1.º | 2.º | 3.º | 4.º | 5.º | 6.º | 7.º | 8.º | 9.º | 10.º | 11.º | 12.º | 13.º | 14.º | 15.º | 16.º-20.º | 21.º-30.º | 31.º-50.º | 51.º-55.º | 56.º-60.º |
| Pontuação | 400 | 320 | 260 | 220 | 180 | 140 | 120 | 100 | 80  | 68   | 56   | 48   | 40   | 32   | 28   | 24        | 16        | 8         | 4         | 2         |

| 1.º  | Elia Viviani       | Deceuninck-Quick Step | 400 |
| 2.º  | Caleb Ewan         | Lotto Soudal          | 320 |
| 3.º  | Giacomo Nizzolo    | Dimension Data        | 260 |
| 4.º  | Alexander Kristoff | UAE Emirates          | 220 |
| 5.º  | Mike Teunissen     | Jumbo-Visma           | 180 |
| 6.º  | Peter Sagan        | Bora-Hansgrohe        | 140 |
| 7.º  | Matteo Trentin     | Mitchelton-Scott      | 120 |
| 8.º  | Arnaud Démare      | Groupama-FDJ          | 100 |
| 9.º  | Sonny Colbrelli    | Bahrain Merida        | 80  |
| 10.º | Oliver Naesen      | AG2R La Mondiale      | 68  |

## Lista de Participantes
| Deceuninck-Quick Step DQT | Deceuninck-Quick Step DQT      | Deceuninck-Quick Step DQT |
| ------------------------- | ------------------------------ | ------------------------- |
| Num                       | Ciclista                       | Pos                       |
| 1                         | Elia Viviani (ITA)             | 1.                        |
| 2                         | Mikkel Honoré (DEN)            | 69.                       |
| 3                         | Yves Lampaert (BEL)            | 63.                       |
| 4                         | Michael Mørkøv (DEN) (estrada) | 13.                       |
| 5                         | Fabio Sabatini (ITA)           | 97.                       |
| 6                         | Florian Sénéchal (FRA)         | 47.                       |
| 7                         | Petr Vakoč (CZE)               | 68.                       |

| AG2R La Mondiale ALM | AG2R La Mondiale ALM     | AG2R La Mondiale ALM |
| -------------------- | ------------------------ | -------------------- |
| Num                  | Ciclista                 | Pos                  |
| 11                   | Gediminas Bagdonas (LTU) | 84.                  |
| 12                   | Mikaël Cherel (FRA)      | 90.                  |
| 13                   | Nico Denz (GER)          | 80.                  |
| 14                   | Oliver Naesen (BEL)      | 10.                  |
| 15                   | Julien Duval (FRA)       | 17.                  |
| 16                   | Mathias Frank (SUI)      | 54.                  |
| 17                   | Stijn Vandenbergh (BEL)  | 83.                  |

| Astana AST | Astana AST              | Astana AST |
| ---------- | ----------------------- | ---------- |
| Num        | Ciclista                | Pos        |
| 21         | Magnus Cort (DEN)       | 53.        |
| 22         | Davide Ballerini (ITA)  | 50.        |
| 23         | Rodrigo Contreras (COL) | 111.       |
| 24         | Laurens De Vreese (BEL) | 27.        |
| 25         | Davide Villella (ITA)   | 110.       |
| 26         | Jonas Gregaard (DEN)    | 70.        |
| 27         | Andrey Zeits (KAZ)      | 48.        |

| Bahrain-Merida TBM | Bahrain-Merida TBM        | Bahrain-Merida TBM |
| ------------------ | ------------------------- | ------------------ |
| Num                | Ciclista                  | Pos                |
| 31                 | Valerio Agnoli (ITA)      | 98.                |
| 32                 | Grega Bole (SLO)          | 89.                |
| 33                 | Sonny Colbrelli (ITA)     | 9.                 |
| 34                 | Feng Chun-kai (TPE)       | 101.               |
| 35                 | Iván García Cortina (ESP) | 95.                |
| 36                 | Marcel Sieberg (GER)      | 85.                |
| 37                 | Antonio Nibali (ITA)      | DNF                |

| Bora-Hansgrohe BOH | Bora-Hansgrohe BOH        | Bora-Hansgrohe BOH |
| ------------------ | ------------------------- | ------------------ |
| Num                | Ciclista                  | Pos                |
| 41                 | Pascal Ackermann (GER)    | 114.               |
| 42                 | Cesare Benedetti (ITA)    | 40.                |
| 43                 | Marcus Burghardt (GER)    | 112.               |
| 44                 | Peter Sagan (SVK)         | 6.                 |
| 45                 | Andreas Schillinger (GER) | 60.                |
| 46                 | Michaek Schwarzmann (GER) | 105.               |
| 47                 | Rüdiger Selig (GER)       | 113.               |

| CCC Team CCC | CCC Team CCC                   | CCC Team CCC |
| ------------ | ------------------------------ | ------------ |
| Num          | Ciclista                       | Pos          |
| 51           | Josef Černý (CZE)              | 117.         |
| 52           | Simon Geschke (GER)            | 59.          |
| 53           | Kamil Gradek (POL)             | 115.         |
| 54           | Jakub Mareczko (ITA)           | 121.         |
| 55           | Gijs Van Hoecke (BEL)          | 57.          |
| 56           | Guillaume Van Keirsbulck (BEL) | DNF          |
| 57           | Łukasz Wiśniowski (POL)        | 25.          |

| EF Education First EF1 | EF Education First EF1           | EF Education First EF1 |
| ---------------------- | -------------------------------- | ---------------------- |
| Num                    | Ciclista                         | Pos                    |
| 61                     | Matti Breschel (DEN)             | DNF                    |
| 62                     | Jonathan Caicedo (ECU) (estrada) | 55.                    |
| 63                     | Moreno Hofland (NED)             | DNF                    |
| 64                     | Daniel McLay (GBR)               | 62.                    |
| 65                     | Sacha Modolo (ITA)               | 118.                   |
| 66                     | Tom Scully (NZL)                 | 74.                    |
| 67                     | Luis Villalobos (MEX)            | 28.                    |

| Groupama-FDJ GFC | Groupama-FDJ GFC          | Groupama-FDJ GFC |
| ---------------- | ------------------------- | ---------------- |
| Num              | Ciclista                  | Pos              |
| 71               | Arnaud Démare (FRA)       | 8.               |
| 72               | Antoine Duchesne (CAN)    | 93.              |
| 73               | Ignatas Konovalovas (LTU) | DNF              |
| 74               | Daniel Hoelgaard (NOR)    | DNF              |
| 75               | Valentin Madouas (FRA)    | 32.              |
| 76               | Miles Scotson (AUS)       | 103.             |
| 77               | Ramon Sinkeldam (NED)     | 39.              |

| Lotto-Soudal LTS | Lotto-Soudal LTS      | Lotto-Soudal LTS |
| ---------------- | --------------------- | ---------------- |
| Num              | Ciclista              | Pos              |
| 81               | Maxime Monfort (BEL)  | 45.              |
| 82               | Stan Dewulf (BEL)     | 37.              |
| 83               | Caleb Ewan (AUS)      | 2.               |
| 84               | Lawrence Naesen (BEL) | 81.              |
| 85               | Roger Kluge (GER)     | 58.              |
| 86               | Nikolas Maes (BEL)    | 35.              |
| 87               | Rémy Mertz (BEL)      | DNF              |

| Mitchelton-Scott MTS | Mitchelton-Scott MTS           | Mitchelton-Scott MTS |
| -------------------- | ------------------------------ | -------------------- |
| Num                  | Ciclista                       | Pos                  |
| 91                   | Edoardo Affini (ITA)           | 67.                  |
| 92                   | Michael Albasini (SUI)         | 36.                  |
| 93                   | Alexander Edmondson (AUS)      | 61.                  |
| 94                   | Michael Hepburn (AUS)          | 73.                  |
| 95                   | Callum Scotson (AUS)           | 107.                 |
| 96                   | Robert Stannard (AUS)          | 23.                  |
| 97                   | Matteo Trentin (ITA) (estrada) | 7.                   |

| Movistar Team MOV | Movistar Team MOV      | Movistar Team MOV |
| ----------------- | ---------------------- | ----------------- |
| Num               | Ciclista               | Pos               |
| 101               | Carlos Barbero (ESP)   | 96.               |
| 102               | Jaime Castrillo (ESP)  | 26.               |
| 103               | Héctor Carretero (ESP) | 104.              |
| 104               | Rubén Fernández (ESP)  | 102.              |
| 105               | Eduard Prades (ESP)    | 49.               |
| 106               | Jasha Sütterlin (GER)  | 22.               |
| 107               | Jürgen Roelandts (BEL) | 86.               |

| Dimension Data TDD | Dimension Data TDD                | Dimension Data TDD |
| ------------------ | --------------------------------- | ------------------ |
| Num                | Ciclista                          | Pos                |
| 111                | Giacomo Nizzolo (ITA)             | 3.                 |
| 112                | Jay Thomson (RSA)                 | 91.                |
| 113                | Julien Vermote (BEL)              | 51.                |
| 114                | Lars Bak (DEN)                    | 92.                |
| 115                | Mark Renshaw (AUS)                | 99.                |
| 116                | Reinardt Janse van Rensburg (RSA) | 12.                |
| 117                | Bernhard Eisel (AUT)              | DNF                |

| Team Ineos INS | Team Ineos INS             | Team Ineos INS |
| -------------- | -------------------------- | -------------- |
| Num            | Ciclista                   | Pos            |
| 121            | Leonardo Basso (ITA)       | 43.            |
| 122            | Kristoffer Halvorsen (NOR) | DNF            |
| 123            | Christian Knees (GER)      | 30.            |
| 124            | Michał Kwiatkowski (POL)   | 116.           |
| 125            | Christopher Lawless (GBR)  | DNF            |
| 126            | Luke Rowe (GBR)            | 38.            |
| 127            | Ben Swift (GBR) (estrada)  | 14.            |

| Team Jumbo-Visma TJV | Team Jumbo-Visma TJV    | Team Jumbo-Visma TJV |
| -------------------- | ----------------------- | -------------------- |
| Num                  | Ciclista                | Pos                  |
| 131                  | Jos van Emden (NED)     | 77.                  |
| 132                  | Danny van Poppel (NED)  | 42.                  |
| 133                  | Bert-Jan Lindeman (NED) | 82.                  |
| 134                  | Paul Martens (GER)      | 65.                  |
| 135                  | Timo Roosen (NED)       | 41.                  |
| 136                  | Mike Teunissen (NED)    | 5.                   |
| 137                  | Floris De Tier (BEL)    | 44.                  |

| Katusha-Alpecin TKA | Katusha-Alpecin TKA    | Katusha-Alpecin TKA |
| ------------------- | ---------------------- | ------------------- |
| Num                 | Ciclista               | Pos                 |
| 141                 | Jenthe Biermans (BEL)  | 52.                 |
| 142                 | Jens Debusschere (BEL) | DNF                 |
| 143                 | Nathan Haas (AUS)      | 33.                 |
| 144                 | Marco Haller (AUT)     | 46.                 |
| 145                 | Nils Politt (GER)      | 16.                 |
| 146                 | José Gonçalves (POR)   | 66.                 |
| 147                 | Dmitry Strakhov (RUS)  | 72.                 |

| Team Sunweb SUN | Team Sunweb SUN           | Team Sunweb SUN |
| --------------- | ------------------------- | --------------- |
| Num             | Ciclista                  | Pos             |
| 151             | Jan Bakelants (BEL)       | 20.             |
| 152             | Roy Curvers (NED)         | DNF             |
| 153             | Johannes Fröhlinger (GER) | 87.             |
| 154             | Marc Hirschi (SUI)        | 21.             |
| 155             | Lennard Kämna (GER)       | DNF             |
| 156             | Max Kanter (GER)          | DNF             |
| 157             | Cees Bol (NED)            | 119.            |

| Trek-Segafredo TFS | Trek-Segafredo TFS           | Trek-Segafredo TFS |
| ------------------ | ---------------------------- | ------------------ |
| Num                | Ciclista                     | Pos                |
| 161                | Fumiyuki Beppu (JPN)         | DNF                |
| 162                | Koen de Kort (NED)           | 94.                |
| 163                | Alex Frame (NZL)             | DNF                |
| 164                | Michael Gogl (AUT)           | 106.               |
| 165                | Matteo Moschetti (ITA)       | 100.               |
| 166                | Mads Pedersen (DEN)          | 15.                |
| 167                | Toms Skujiņš (LAT) (estrada) | 24.                |

| UAE Team Emirates UAD | UAE Team Emirates UAD      | UAE Team Emirates UAD |
| --------------------- | -------------------------- | --------------------- |
| Num                   | Ciclista                   | Pos                   |
| 171                   | Sven Erik Bystrøm (NOR)    | 31.                   |
| 172                   | Roberto Ferrari (ITA)      | 64.                   |
| 173                   | Alexander Kristoff (NOR)   | 4.                    |
| 174                   | Vegard Stake Laengen (NOR) | 79.                   |
| 175                   | Rui Oliveira (POR)         | 29.                   |
| 176                   | Jasper Philipsen (BEL)     | 34.                   |
| 177                   | Rory Sutherland (AUS)      | 78.                   |

| Gazprom-RusVelo GAZ | Gazprom-RusVelo GAZ              | Gazprom-RusVelo GAZ |
| ------------------- | -------------------------------- | ------------------- |
| Num                 | Ciclista                         | Pos                 |
| 181                 | Aleksandr Vlasov (RUS) (estrada) | 75.                 |
| 182                 | Evgeny Shalunov (RUS)            | 108.                |
| 183                 | Sergey Shilov (RUS)              | 18.                 |
| 184                 | Igor Boev (RUS)                  | 56.                 |
| 185                 | Stepan Kurianov (RUS)            | 76.                 |
| 186                 | Vladislav Kulikov (RUS)          | 122.                |
| 187                 | Petr Rikunov (RUS)               | 71.                 |

| Arkéa-Samsic PCB | Arkéa-Samsic PCB       | Arkéa-Samsic PCB |
| ---------------- | ---------------------- | ---------------- |
| Num              | Ciclista               | Pos              |
| 191              | André Greipel (GER)    | 11.              |
| 192              | Robert Wagner (GER)    | DNF              |
| 193              | Clément Russo (FRA)    | 19.              |
| 194              | Brice Feillu (FRA)     | 120.             |
| 195              | Kévin Ledanois (FRA)   | DNF              |
| 196              | Franck Bonnamour (FRA) | 88.              |
| 197              | Connor Swift (GBR)     | 109.             |

| Deceuninck-Quick Step DQT | Deceuninck-Quick Step DQT      | Deceuninck-Quick Step DQT |
| ------------------------- | ------------------------------ | ------------------------- |
| Num                       | Ciclista                       | Pos                       |
| 1                         | Elia Viviani (ITA)             | 1.                        |
| 2                         | Mikkel Honoré (DEN)            | 69.                       |
| 3                         | Yves Lampaert (BEL)            | 63.                       |
| 4                         | Michael Mørkøv (DEN) (estrada) | 13.                       |
| 5                         | Fabio Sabatini (ITA)           | 97.                       |
| 6                         | Florian Sénéchal (FRA)         | 47.                       |
| 7                         | Petr Vakoč (CZE)               | 68.                       |

| AG2R La Mondiale ALM | AG2R La Mondiale ALM     | AG2R La Mondiale ALM |
| -------------------- | ------------------------ | -------------------- |
| Num                  | Ciclista                 | Pos                  |
| 11                   | Gediminas Bagdonas (LTU) | 84.                  |
| 12                   | Mikaël Cherel (FRA)      | 90.                  |
| 13                   | Nico Denz (GER)          | 80.                  |
| 14                   | Oliver Naesen (BEL)      | 10.                  |
| 15                   | Julien Duval (FRA)       | 17.                  |
| 16                   | Mathias Frank (SUI)      | 54.                  |
| 17                   | Stijn Vandenbergh (BEL)  | 83.                  |

| Astana AST | Astana AST              | Astana AST |
| ---------- | ----------------------- | ---------- |
| Num        | Ciclista                | Pos        |
| 21         | Magnus Cort (DEN)       | 53.        |
| 22         | Davide Ballerini (ITA)  | 50.        |
| 23         | Rodrigo Contreras (COL) | 111.       |
| 24         | Laurens De Vreese (BEL) | 27.        |
| 25         | Davide Villella (ITA)   | 110.       |
| 26         | Jonas Gregaard (DEN)    | 70.        |
| 27         | Andrey Zeits (KAZ)      | 48.        |

| Bahrain-Merida TBM | Bahrain-Merida TBM        | Bahrain-Merida TBM |
| ------------------ | ------------------------- | ------------------ |
| Num                | Ciclista                  | Pos                |
| 31                 | Valerio Agnoli (ITA)      | 98.                |
| 32                 | Grega Bole (SLO)          | 89.                |
| 33                 | Sonny Colbrelli (ITA)     | 9.                 |
| 34                 | Feng Chun-kai (TPE)       | 101.               |
| 35                 | Iván García Cortina (ESP) | 95.                |
| 36                 | Marcel Sieberg (GER)      | 85.                |
| 37                 | Antonio Nibali (ITA)      | DNF                |

| Bora-Hansgrohe BOH | Bora-Hansgrohe BOH        | Bora-Hansgrohe BOH |
| ------------------ | ------------------------- | ------------------ |
| Num                | Ciclista                  | Pos                |
| 41                 | Pascal Ackermann (GER)    | 114.               |
| 42                 | Cesare Benedetti (ITA)    | 40.                |
| 43                 | Marcus Burghardt (GER)    | 112.               |
| 44                 | Peter Sagan (SVK)         | 6.                 |
| 45                 | Andreas Schillinger (GER) | 60.                |
| 46                 | Michaek Schwarzmann (GER) | 105.               |
| 47                 | Rüdiger Selig (GER)       | 113.               |

| CCC Team CCC | CCC Team CCC                   | CCC Team CCC |
| ------------ | ------------------------------ | ------------ |
| Num          | Ciclista                       | Pos          |
| 51           | Josef Černý (CZE)              | 117.         |
| 52           | Simon Geschke (GER)            | 59.          |
| 53           | Kamil Gradek (POL)             | 115.         |
| 54           | Jakub Mareczko (ITA)           | 121.         |
| 55           | Gijs Van Hoecke (BEL)          | 57.          |
| 56           | Guillaume Van Keirsbulck (BEL) | DNF          |
| 57           | Łukasz Wiśniowski (POL)        | 25.          |

| EF Education First EF1 | EF Education First EF1           | EF Education First EF1 |
| ---------------------- | -------------------------------- | ---------------------- |
| Num                    | Ciclista                         | Pos                    |
| 61                     | Matti Breschel (DEN)             | DNF                    |
| 62                     | Jonathan Caicedo (ECU) (estrada) | 55.                    |
| 63                     | Moreno Hofland (NED)             | DNF                    |
| 64                     | Daniel McLay (GBR)               | 62.                    |
| 65                     | Sacha Modolo (ITA)               | 118.                   |
| 66                     | Tom Scully (NZL)                 | 74.                    |
| 67                     | Luis Villalobos (MEX)            | 28.                    |

| Groupama-FDJ GFC | Groupama-FDJ GFC          | Groupama-FDJ GFC |
| ---------------- | ------------------------- | ---------------- |
| Num              | Ciclista                  | Pos              |
| 71               | Arnaud Démare (FRA)       | 8.               |
| 72               | Antoine Duchesne (CAN)    | 93.              |
| 73               | Ignatas Konovalovas (LTU) | DNF              |
| 74               | Daniel Hoelgaard (NOR)    | DNF              |
| 75               | Valentin Madouas (FRA)    | 32.              |
| 76               | Miles Scotson (AUS)       | 103.             |
| 77               | Ramon Sinkeldam (NED)     | 39.              |

| Lotto-Soudal LTS | Lotto-Soudal LTS      | Lotto-Soudal LTS |
| ---------------- | --------------------- | ---------------- |
| Num              | Ciclista              | Pos              |
| 81               | Maxime Monfort (BEL)  | 45.              |
| 82               | Stan Dewulf (BEL)     | 37.              |
| 83               | Caleb Ewan (AUS)      | 2.               |
| 84               | Lawrence Naesen (BEL) | 81.              |
| 85               | Roger Kluge (GER)     | 58.              |
| 86               | Nikolas Maes (BEL)    | 35.              |
| 87               | Rémy Mertz (BEL)      | DNF              |

| Mitchelton-Scott MTS | Mitchelton-Scott MTS           | Mitchelton-Scott MTS |
| -------------------- | ------------------------------ | -------------------- |
| Num                  | Ciclista                       | Pos                  |
| 91                   | Edoardo Affini (ITA)           | 67.                  |
| 92                   | Michael Albasini (SUI)         | 36.                  |
| 93                   | Alexander Edmondson (AUS)      | 61.                  |
| 94                   | Michael Hepburn (AUS)          | 73.                  |
| 95                   | Callum Scotson (AUS)           | 107.                 |
| 96                   | Robert Stannard (AUS)          | 23.                  |
| 97                   | Matteo Trentin (ITA) (estrada) | 7.                   |

| Movistar Team MOV | Movistar Team MOV      | Movistar Team MOV |
| ----------------- | ---------------------- | ----------------- |
| Num               | Ciclista               | Pos               |
| 101               | Carlos Barbero (ESP)   | 96.               |
| 102               | Jaime Castrillo (ESP)  | 26.               |
| 103               | Héctor Carretero (ESP) | 104.              |
| 104               | Rubén Fernández (ESP)  | 102.              |
| 105               | Eduard Prades (ESP)    | 49.               |
| 106               | Jasha Sütterlin (GER)  | 22.               |
| 107               | Jürgen Roelandts (BEL) | 86.               |

| Dimension Data TDD | Dimension Data TDD                | Dimension Data TDD |
| ------------------ | --------------------------------- | ------------------ |
| Num                | Ciclista                          | Pos                |
| 111                | Giacomo Nizzolo (ITA)             | 3.                 |
| 112                | Jay Thomson (RSA)                 | 91.                |
| 113                | Julien Vermote (BEL)              | 51.                |
| 114                | Lars Bak (DEN)                    | 92.                |
| 115                | Mark Renshaw (AUS)                | 99.                |
| 116                | Reinardt Janse van Rensburg (RSA) | 12.                |
| 117                | Bernhard Eisel (AUT)              | DNF                |

| Team Ineos INS | Team Ineos INS             | Team Ineos INS |
| -------------- | -------------------------- | -------------- |
| Num            | Ciclista                   | Pos            |
| 121            | Leonardo Basso (ITA)       | 43.            |
| 122            | Kristoffer Halvorsen (NOR) | DNF            |
| 123            | Christian Knees (GER)      | 30.            |
| 124            | Michał Kwiatkowski (POL)   | 116.           |
| 125            | Christopher Lawless (GBR)  | DNF            |
| 126            | Luke Rowe (GBR)            | 38.            |
| 127            | Ben Swift (GBR) (estrada)  | 14.            |

| Team Jumbo-Visma TJV | Team Jumbo-Visma TJV    | Team Jumbo-Visma TJV |
| -------------------- | ----------------------- | -------------------- |
| Num                  | Ciclista                | Pos                  |
| 131                  | Jos van Emden (NED)     | 77.                  |
| 132                  | Danny van Poppel (NED)  | 42.                  |
| 133                  | Bert-Jan Lindeman (NED) | 82.                  |
| 134                  | Paul Martens (GER)      | 65.                  |
| 135                  | Timo Roosen (NED)       | 41.                  |
| 136                  | Mike Teunissen (NED)    | 5.                   |
| 137                  | Floris De Tier (BEL)    | 44.                  |

| Katusha-Alpecin TKA | Katusha-Alpecin TKA    | Katusha-Alpecin TKA |
| ------------------- | ---------------------- | ------------------- |
| Num                 | Ciclista               | Pos                 |
| 141                 | Jenthe Biermans (BEL)  | 52.                 |
| 142                 | Jens Debusschere (BEL) | DNF                 |
| 143                 | Nathan Haas (AUS)      | 33.                 |
| 144                 | Marco Haller (AUT)     | 46.                 |
| 145                 | Nils Politt (GER)      | 16.                 |
| 146                 | José Gonçalves (POR)   | 66.                 |
| 147                 | Dmitry Strakhov (RUS)  | 72.                 |

| Team Sunweb SUN | Team Sunweb SUN           | Team Sunweb SUN |
| --------------- | ------------------------- | --------------- |
| Num             | Ciclista                  | Pos             |
| 151             | Jan Bakelants (BEL)       | 20.             |
| 152             | Roy Curvers (NED)         | DNF             |
| 153             | Johannes Fröhlinger (GER) | 87.             |
| 154             | Marc Hirschi (SUI)        | 21.             |
| 155             | Lennard Kämna (GER)       | DNF             |
| 156             | Max Kanter (GER)          | DNF             |
| 157             | Cees Bol (NED)            | 119.            |

| Trek-Segafredo TFS | Trek-Segafredo TFS           | Trek-Segafredo TFS |
| ------------------ | ---------------------------- | ------------------ |
| Num                | Ciclista                     | Pos                |
| 161                | Fumiyuki Beppu (JPN)         | DNF                |
| 162                | Koen de Kort (NED)           | 94.                |
| 163                | Alex Frame (NZL)             | DNF                |
| 164                | Michael Gogl (AUT)           | 106.               |
| 165                | Matteo Moschetti (ITA)       | 100.               |
| 166                | Mads Pedersen (DEN)          | 15.                |
| 167                | Toms Skujiņš (LAT) (estrada) | 24.                |

| UAE Team Emirates UAD | UAE Team Emirates UAD      | UAE Team Emirates UAD |
| --------------------- | -------------------------- | --------------------- |
| Num                   | Ciclista                   | Pos                   |
| 171                   | Sven Erik Bystrøm (NOR)    | 31.                   |
| 172                   | Roberto Ferrari (ITA)      | 64.                   |
| 173                   | Alexander Kristoff (NOR)   | 4.                    |
| 174                   | Vegard Stake Laengen (NOR) | 79.                   |
| 175                   | Rui Oliveira (POR)         | 29.                   |
| 176                   | Jasper Philipsen (BEL)     | 34.                   |
| 177                   | Rory Sutherland (AUS)      | 78.                   |

| Gazprom-RusVelo GAZ | Gazprom-RusVelo GAZ              | Gazprom-RusVelo GAZ |
| ------------------- | -------------------------------- | ------------------- |
| Num                 | Ciclista                         | Pos                 |
| 181                 | Aleksandr Vlasov (RUS) (estrada) | 75.                 |
| 182                 | Evgeny Shalunov (RUS)            | 108.                |
| 183                 | Sergey Shilov (RUS)              | 18.                 |
| 184                 | Igor Boev (RUS)                  | 56.                 |
| 185                 | Stepan Kurianov (RUS)            | 76.                 |
| 186                 | Vladislav Kulikov (RUS)          | 122.                |
| 187                 | Petr Rikunov (RUS)               | 71.                 |

| Arkéa-Samsic PCB | Arkéa-Samsic PCB       | Arkéa-Samsic PCB |
| ---------------- | ---------------------- | ---------------- |
| Num              | Ciclista               | Pos              |
| 191              | André Greipel (GER)    | 11.              |
| 192              | Robert Wagner (GER)    | DNF              |
| 193              | Clément Russo (FRA)    | 19.              |
| 194              | Brice Feillu (FRA)     | 120.             |
| 195              | Kévin Ledanois (FRA)   | DNF              |
| 196              | Franck Bonnamour (FRA) | 88.              |
| 197              | Connor Swift (GBR)     | 109.             |